# Informacijska znanost
Informacijska znanost je področje, ki se ukvarja z analizo, zbiranjem, razvrščanjem, upravljanjem, shranjevanjem, iskanjem, gibanjem, razširjanjem in zaščito informacij. Raziskovalci na področju informacijske znanosti delujejo v okviru terenskega raziskovanja uporabe znanja v organizacijah in raziskujejo interakcije med ljudmi, organizacijami in vsemi obstoječimi informacijskimi sistemi z namenom ustvarjanja, zamenjave, izboljšanja ali razumevanja informacijskih sistemov. Informacijska znanost je povezana z računalniškimi znanostmi, psihologijo, tehnologijo in obveščevalnimi agencijami, vključuje pa tudi koncepte različnih področij, kot so arhivistika, kognitivna znanost, pravo, jezikoslovje, muzeologija, menedžment, matematika, filozofija, javna uprava in družbene vede.
Informacijska znanost se osredotoča na razumevanje problemov z vidika vpletenih zainteresiranih in njihove uporabe informacij in drugih tehnologij. V okviru tega se ukvarja predvsem s sistemskimi težavami, ne tehnološkimi. Informacijsko znanost zato lahko dojemamo kot odziv na tehnološki determinizem, prepričanje, da se tehnologija »razvija po lastnih zakonih, da uresničuje svoj potencial, omejen le z razpoložljivimi materialnimi viri in ustvarjalnostjo svojih razvijalcev. Zato velja za samostojen sistem, ki nadzira in upošteva vse druge podsisteme družbe«.

## Zgodovina informacijske znanosti
Informacijska znanost s preučevanjem zbiranja, razvrščanja, upravljanja, shranjevanja, pridobivanja in razširjanja informacij izvira iz zbiranja človeškega znanja. Institucionalno se je pojavila v 19. stoletju skupaj s številnimi drugimi družboslovnimi disciplinami. Svoje korenine ima v zgodovini znanosti, začenši z objavo prvih številk Filozofskih transakcij, ki se upoštevajo za prvo znanstveno revijo, leta 1665 pri Royal Society (London).
- Henri la Fontaine
- Paul Otlet

Dokumentacijska znanost, ki je postavila teoretične temelje sodobne informacijske znanosti, se je pojavila v Evropi konec 19. stoletja skupaj z več znanstvenimi kazalci, katerih namen je bil organizirati znanstveno literaturo. Mnogi zgodovinarji informacijske znanosti navajajo Paula Otleta in Henrija La Fontaina kot očeta informacijske znanosti z ustanovitvijo Mednarodnega inštituta za bibliografijo (IIB) leta 1895. Po drugi svetovni vojni se je pojavila druga generacija evropskih dokumentalistov, ena bolj znanih je Suzanne Briet. Vendar se "informacijska znanost" kot izraz ni uporabljal pogosto do druge polovice 20. stoletja.
V petdesetih letih 20. stoletja  se je začelo večati zavedanje potenciala avtomatskih naprav za iskanje literature ter shranjevanje in iskanje informacij. Ko so ti koncepti v skladu s tehnološkim razvojem rasli, se je razvila tudi informacijska znanost. V 60. in 70. letih dvajsetega stoletja je prišlo do premika od paketne obdelave informacij do spletnih načinov, od mainframea do mini in mikroračunalnikov. Poleg tega so tradicionalne meje med znanstvenimi disciplinami pričele bledeti in so se mnogi raziskovalci informatike pridružili drugim znanstvenim področjem. Postali so multidisciplinarno usmerjeni, in so v svoje učne načrte vključili vede iz humanističnih, družboslovnih ved ter pravo in medicino. Do osemdesetih let dvajsetega stoletja so velike zbirke podatkov, kot sta Grateful Med v ameriški Nacionalni medicinski knjižnici in uporabniško usmerjene storitve, kot sta Dialog in CompuServe, posameznikom postale prvič dostopne prek svojih osebnih računalnikov. Razširjanje informacij je bilo sprva interpretirano kot enostransko posredovanje informacij; s pojavom interneta in eksplozijo priljubljenosti spletnih skupnosti so družbeni mediji v mnogih pogledih spremenili informacijsko pokrajino in ustvarili nove načine komunikacije in nove vrste informacij. Narava družbenih omrežij omogoča hitrejšo razširjanje informacij kot prek drugih informacijskih virov. Internet je spremenil način dostopa, uporabe, ustvarjanja in shranjevanja informacij.
Danes informacijska znanost v veliki meri preučuje tehnične podlage, družbene posledice in teoretično razumevanje spletnih baz podatkov, široko uporabo baz podatkov v vladi, industriji in izobraževanju ter razvoj interneta in svetovnega spleta. 

## Področja raziskovanja informacijske znanosti

### Dostop do informacij
Dostop do informacij je področje raziskovanja, ki združuje različne vidike informatike, informacijske varnosti, jezikovne tehnologije in računalništva. Cilj raziskovanja dostopa do informacij je avtomatizirati obdelavo velikih količin informacij ter poenostaviti dostop do njih. Uporaba tehnologije pri tem vključuje iskanje informacij, rudarjenje besedil, urejanje besedil, prevod in kategorizacijo besedila. Dostop do informacij je pogosto opredeljen kot varovanje prostega in zaprtega ali javnega dostopa do informacij in je obravnavan v razpravah o avtorskih pravicah, patentnem pravu ipd. Dostop do informacij je pomemben predvsem v okviru knjižnic, ki morajo za svoje delovanje in zagotavljanje informacij omogočati dostop do informacijskih virov. 

### Informacijska arhitektura
Informacijska arhitektura (angl. "Information Architecture", IA) je veda, ki se ukvarja z organiziranjem in označevanjem spletnih strani, intranetov, spletnih skupnosti in programske opreme za podporo uporabnosti (Information Architecture Institute Arhivirano 2015-09-24 na Wayback Machine.). Gre za disciplino v razvoju, ki vključuje dejavnosti, usmerjene v združevanje načel oblikovanja in arhitekture v digitalno krajino. Običajno vključuje modele ali koncepte informacij, uporabne za dejavnosti, ki za svoje delovanje potrebujejo podrobnosti zapletenih informacijskih sistemov. Te dejavnosti vključujejo knjižnične sisteme in razvoj baz podatkov.

### Upravljanje informacij
Upravljanje informacij (angl. "Information Management", IM) je zbiranje in upravljanje informacij iz enega ali več virov in distribucija teh informacij enemu ali več ljudem. Upravljanje pomeni organizacijo in nadzor strukture, obdelave in dostave informacij. V sedemdesetih letih dvajsetega stoletja je bilo to omejeno na datoteke, vzdrževanje datotek in upravljanje življenjskega cikla papirnih datotek, drugih medijev in zapisov. S širjenjem informacijske tehnologije, ki se je začelo v 70. letih dvajsetega stoletja, je upravljanje informacij pričelo delovati v novi domeni in začelo vključevati tudi področje vzdrževanja podatkov.

### Informacijska poizvedba
Informacijska poizvedba (angl. "Information Retrieval", IR) je raziskovalno področje, ki se ukvarja z iskanjem dokumentov, informacij v dokumentih in metapodatkov o dokumentih ter iskanje v strukturiranem pomnilniku, relacijskih bazah podatkov in svetovnem spletu. Avtomatizirani sistemi za iskanje informacij se uporabljajo za redukcijo informacijske preobremenitve. Mnoge univerze in javne knjižnice uporabljajo IR sisteme za dostop do knjig, revij in drugih dokumentov. Najbolj vidne aplikacije IR so spletni iskalniki.
Postopek informacijske poizvedbe se začne, ko uporabnik vnese poizvedbo v sistem. Poizvedbe so formalne izjave o potrebah po informacijah, na primer iskalni nizi v spletnih iskalnikih. Pri iskanju informacij poizvedba ne identificira enotne enote v zbirki, s poizvedbo se lahko ujema več enot z različnimi stopnjami ustreznosti. Enota je entiteta, ki je predstavljena z informacijami v bazi podatkov. Glede na uporabo so lahko enote besedilni dokumenti, slike, zvoki, miselne mape ali videoposnetki, ki so v sistemu predstavljeni z metapodatki. IR sistem preveri ujemanje enot z iskalno poizvedbo, in jih razvrsti v skladu z relevantnostjo. Uporabnikom se nato prikažejo najvišje uvrščene enote.

### Iskanje informacij
Iskanje informacij je postopek ali dejavnost poskusa pridobivanja informacij v človeškem in tehnološkem kontekstu. Iskanje informacij je povezano z informacijsko poizvedbo (IR), vendar se od nje razlikuje.
Veliko raziskav na področju bibliotekarstva in informacijske znanosti se je osredotočilo na iskanje informacij strokovnjakov z različnih področij strokovnega dela. Večina teh raziskav je temeljila na delih Leckiejeve, Pettigrewove (danes Fisherjeve) in Sylvaina, ki je leta 1996 opravil obsežen pregled literature informacijske znanosti (angl. Library and Information Science, LIS) o iskanju informacij med strokovnjaki. Avtorji so predlagali analitični model informacijskega vedenja strokovnjakov, ki bi posplošil informacijsko vedenje med poklici in tako zagotovil temelje za prihodnje raziskave na tem področju. Enega takih modelov je leta 2001 Wilkinson uporabil in prilagodil raziskavi o iskanju informacij med pravniki. 

### Informacijska družba
Informacijska družba je družba, v kateri so ustvarjanje, distribucija, razširjanje, uporaba, povezovanje in upravljanje z informacijami pomembna gospodarska, politična in kulturna dejavnost. Cilj informacijske družbe je doseči konkurenčno prednost na mednarodni ravni z uporabo informacijske tehnologije (IT) na kreativen in produktiven način. V bistvu je informacijska družba sredstvo za pridobivanje informacij iz ene lokacije v drugo (Wark, 1997). Ker je tehnologija sčasoma postajala naprednejša, se je prilagodil tudi način medsebojnega deljenja teh podatkov.
Teorija informacijske družbe obravnava vlogo informacije in informacijske tehnologije v družbi ter opredelitev ključnih pojmov za karakterizacijo sodobne informacijske družbe. S tem je postala specifična veja sodobne sociologije in v zadnjih leti obravnava naslednje teme: človeško-računalniško sodelovanje z znanostjo, tehnološka oprema, semantični splet, vrednostni dizajn, interaktivni procesi oblikovanja ter načini ustvarjanja, uporabe in iskanja informacij.

## Bibliotekarstvo in informacijska znanost
Bibliotekarstvo (angl. "Library and Information Science", LIS)  je skupek knjižničarskega in informacijskega področja.
Informacijska znanost se je razvila iz dokumentacijske znanosti in vključuje raziskovanje znanstvene komunikacije. Bibliotekarstvo se je sprva osredotočalo predvsem na knjižnice in njihove notranje procese; na razvoj informacijskih ved pa so vplivale tudi raziskave na tem področju. Knjižničarsko izobraževanje je bilo v preteklosti usmerjeno v izobraževanje knjižničarjev, zaposlenih v splošnih knjižnicah in se ni posvečalo znanstveni komunikaciji in dokumentaciji. S pojavom znanstvenega raziskovanja na tem področju v 60. letih 20. stoletja, so bibliotekarji pridobili nova znanja v zvezi z iskanjem informacij v bazah podatkov, vključno s koncepti, kot so priklic in natančnost, logične tehnike iskanja, oblikovanje poizvedb in sorodna vprašanja.  
Predmetne bibliografske zbirke podatkov in indeksi citiranosti, ki jih je v bibliotekarstvo prineslo raziskovanje, so pomenili velik korak naprej pri razširjanju informacij tudi v učnem načrtu v knjižničarskih šolah. Konec šestdesetih let 20. stoletja so knjižničarske šole v svoja imena začele dodajati izraz "informacijska znanost". Prva šolska ustanova, ki je to storila, je bila leta 1964 ameriška Univerza v Pittsburghu. V sedemdesetih in osemdesetih letih ji je sledilo še več šol, do devetdesetih pa so skoraj vse bibliotekarske šole v ZDA svojim imenom dodale informacijsko znanost. Kmalu so ta izraz pričeli v nazivih študijskih programov vključevati tudi v Evropi. Na Danskem je na primer "Kraljevska šola knjižničarstva" leta 1997 spremenila angleško ime v Kraljeva šola knjižničnih in informacijskih znanosti. V Tromsø na Norveškem so za področje informacijske znanosti uporabili izraz znanstvena dokumentacija, v Franciji študij informatike in komunikacije tvorita eno disciplino in na Švedskem so področja arhivske znanosti, knjižničarstva in muzeologije združena kot arhivska, knjižnična in muzejska znanost.
V Sloveniji so na Filozofski fakulteti Univerze v Ljubljani v študijskem letu 2005/2006 začeli izvajati bolonjski prvostopenjski enopredmetni študijski program Bibliotekarstvo in informatika, v študijskem letu 2009/2010 pa so dodali še magistrske bolonjske programe: Bibliotekarstvo, Informacijska znanost z bibliotekarstvom in Založniški študiji. Te tri programe je v študijskem letu 2016/2017 nadomestil en združeni drugostopenjski program Bibliotekarstvo, informacijski in založniški študiji.